# Aradidae
Gli Aradidi (Aradidae Spinola, 1837) sono una famiglia cosmopolita di insetti Pentatomomorfi dell'ordine Rhynchota Heteroptera, comprendente oltre 1900 specie.

## Descrizione
Gli Aradidi hanno un corpo di piccole, medie o grandi dimensioni, fortemente appiattito in senso dorso-ventrale, dal profilo ovale e dai margini non lineari. La livrea ha colori poco appariscenti, tendenti al bruno-rossastro. La morfologia, nel complesso, conferisce a questi insetti una marcata capacità di mimetizzarsi confondendosi con la corteccia degli alberi su cui vivono.
Il capo mostra un vistoso prolungamento della regione frontale oltre l'inserzione delle antenne. Queste sono relativamente brevi, composte da quattro articoli e si inseriscono su prominenze del cranio. Gli occhi sono leggermente prominenti, disposti ai lati del capo, gli ocelli sono assenti. L'apparato boccale ha un rostro formato da quattro segmenti e stiletti molto lunghi. La notevole lunghezza degli stiletti boccali è un caratteristico elemento morfoanatomico: in fase di riposo, sono ritratti e ripiegati a spirale all'interno del cranio, in una cavità preorale delimitata dal labbro superiore e dal clipeo fusi tra loro. La lunghezza degli stiletti è tale che può anche essere, in alcune specie, cinque volte quella dell'intero corpo
Il torace ha il pronoto generalmente carenato e il mesoscutello di vario sviluppo, più o meno triangolare. Sono frequenti le forme meiottere e le emielitre lasciano generalmente scoperta una parte più o meno rilevante dell'addome. La membrana, spesso non bene distinta dalla porzione sclerificata, è percorsa in genere da 3-4 nervature irregolarmente anatomizzate. Le zampe hanno tarsi composti da due segmenti, raramente tre.
L'addome, fortemente appiattito, mostra una notevole espansione laterale dei tergiti, sporgendo nettamente dalle emielitre.

## Biologia

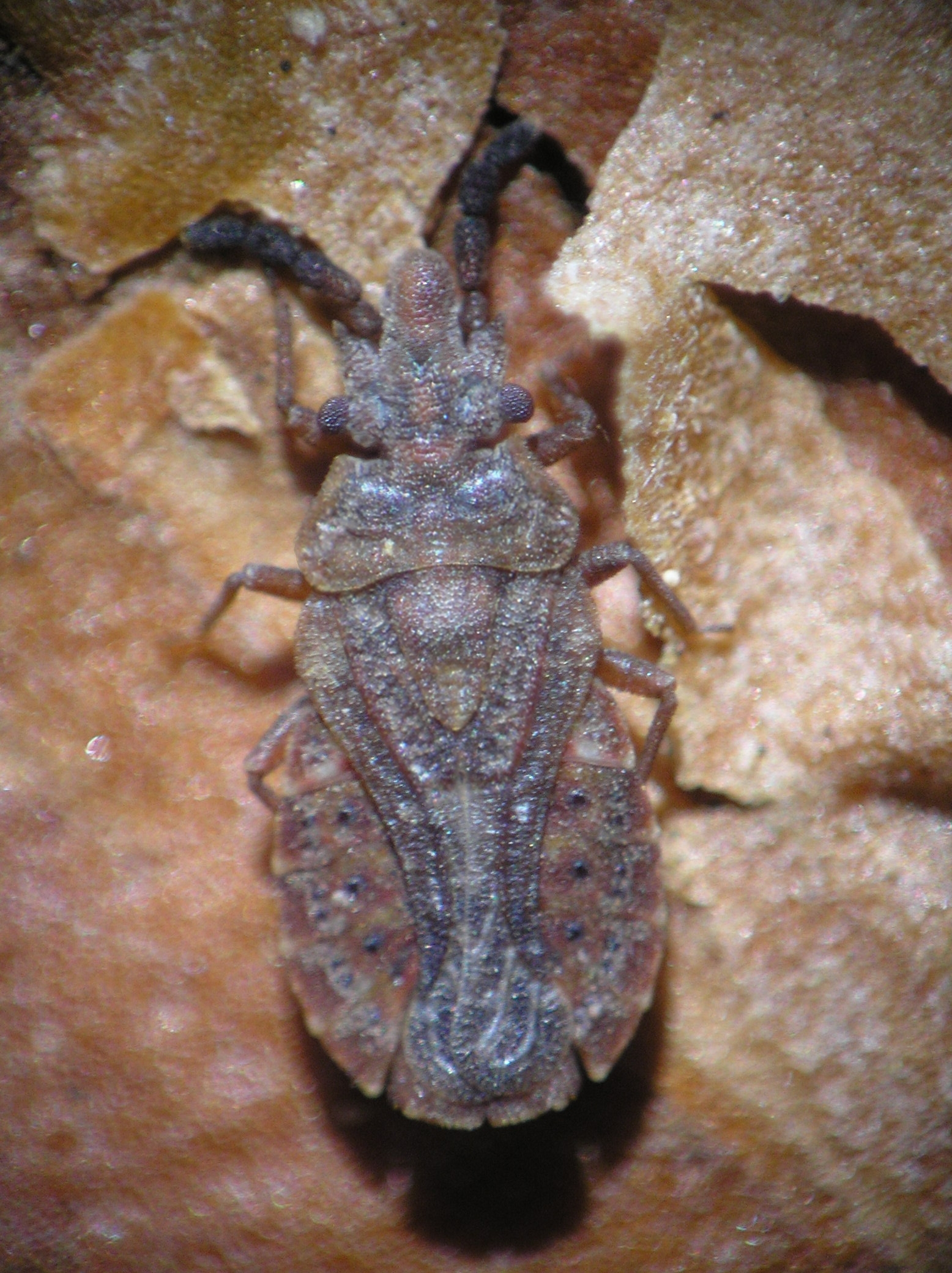
Femmina di Aradus cinnamomeus.

In generale, gli Aradidi sono insetti corticicoli, associati cioè alla corteccia degli alberi in ambienti forestali. In ambienti tropicali sono presenti anche specie associate alle foglie oppure ai nidi di uccelli o roditori oppure ai termitai. Il regime dietetico è micetofago e, in generale, questi insetti si rinvengono facilmente su piante in deperimento o su rami e tronchi caduti o abbattuti. Le specie del genere Aradus sono fitofaghe e possono occasionalmente rivelarsi dannose, in particolare nei confronti delle Conifere (Aradus cinnamomeus). In ogni modo l'importanza economica degli Aradidi è di modesta entità.
Le specie corticicole sono generalmente gregarie e mostrano una notevole tendenza al mimetismo criptico. Le uova sono deposte fra le anfrattuosità della corteccia di alberi morti o deperiti.

## Sistematica
La famiglia comprende poco più di 1900 specie, ripartite in circa 230 generi, ed è ampiamente distribuita in tutte le maggiori regioni zoogeografiche. Il raggruppamento si suddivide in otto sottofamiglie:
- Aneurinae. Cosmopolita, comprende 7 generi e circa 149 specie.
- Aradinae. Comprende 4 generi con oltre 200 specie. Il genere più rappresentativo è Aradus, cosmopolita e ricco di specie.
- Calisiinae. Cosmopolita, comprende 8 generi con circa 100 specie, maggiormente distribuite nelle regioni tropicali.
- Carventinae. Cosmopolita, comprende 61 generi con circa 250 specie, maggiormente distribuite nelle regioni tropicali.
- Chinamyersiinae. Rappresentata in Australia, Nuova Zelanda e Melanesia, comprende 4 generi con sette specie.
- Isoderminae. Comprende il solo genere Isodermus con sei specie, rappresentate in Cile, Patagonia, Australia e Nuova Zelanda. Una vecchia classificazione elevava questo raggruppamento sistematico al rango di famiglia con il nome di Isodermidae[2].
- Mezirinae. È la sottofamiglia più rappresentativa per il numero di specie, comprendendo 124 generi con oltre 1100 specie. Pur essendo cosmopolita, la maggior parte delle specie sono distribuite nelle regioni tropicali dell'emisfero australe. Una vecchia classificazione identificava questo raggruppamento al rango di famiglia con il nome di Meziridae o Dysodiidae[2][3].
- Prosympiestinae. Rappresentata da specie endemiche di Cile, Australia e Nuova Zelanda, comprende 4 generi con 13 specie.

In Europa sono rappresentate le sottofamiglie Aneurinae, Aradinae, Calisiinae e Mezirinae.